# Alessandro Bottoni
Alessandro Bottoni (Rome, 13 oktober 1972) is een Italiaans triatleet. 
Bottoni deed in 2000 mee aan de eerste triatlon op de Olympische Zomerspelen van Sydney. Hij behaalde een 32e plaats in een tijd van 1:51.18,13.
Hij is aangesloten bij Gruppo Sportivo Fiamme Azzurre.

## Belangrijke prestaties

### triatlon
- 1998: 30e WK olympische afstand in Lausanne - 2:00.05
- 1999: DNF WK olympische afstand in Montreal
- 2000: 32e Olympische Spelen van Sydney - 1:51.18,13